# Hossein Zamani
Hossein Zamani (Mashhad, 23 novembre 2002) è un calciatore afghano con cittadinanza olandese, attaccante svincolato della nazionale afghana.

## Statistiche

### Cronologia presenze e reti in nazionale
| Cronologia completa delle presenze e delle reti in nazionale ― Afghanistan | Cronologia completa delle presenze e delle reti in nazionale ― Afghanistan | Cronologia completa delle presenze e delle reti in nazionale ― Afghanistan | Cronologia completa delle presenze e delle reti in nazionale ― Afghanistan | Cronologia completa delle presenze e delle reti in nazionale ― Afghanistan | Cronologia completa delle presenze e delle reti in nazionale ― Afghanistan | Cronologia completa delle presenze e delle reti in nazionale ― Afghanistan | Cronologia completa delle presenze e delle reti in nazionale ― Afghanistan |
| Data                                                                       | Città                                                                      | In casa                                                                    | Risultato                                                                  | Ospiti                                                                     | Competizione                                                               | Reti                                                                       | Note                                                                       |
| -------------------------------------------------------------------------- | -------------------------------------------------------------------------- | -------------------------------------------------------------------------- | -------------------------------------------------------------------------- | -------------------------------------------------------------------------- | -------------------------------------------------------------------------- | -------------------------------------------------------------------------- | -------------------------------------------------------------------------- |
| 15-6-2021                                                                  | Doha                                                                       | India                                                                      | 1 – 1                                                                      | Afghanistan                                                                | Qual. Mondiali 2022                                                        | 1                                                                          | 73’ 90+4’                                                                  |
| 10-6-2023                                                                  | Biškek                                                                     | Kirghizistan                                                               | 1 – 0                                                                      | Afghanistan                                                                | CAFA Nations Cup 2023- 1º turno                                            | -                                                                          | 64’                                                                        |
| 13-6-2023                                                                  | Biškek                                                                     | Iran                                                                       | 6 – 1                                                                      | Afghanistan                                                                | CAFA Nations Cup 2023- 1º turno                                            | -                                                                          | 69’                                                                        |
| Totale                                                                     |                                                                            | Presenze                                                                   | 3                                                                          |                                                                            | Reti                                                                       | 1                                                                          |                                                                            |